# Thanh Cương
Thanh Cương (chữ Hán giản thể: 青冈县, âm Hán Việt: Thanh Cương huyện) là một huyện thuộc địa cấp thị Tuy Hóa, tỉnh Hắc Long Giang, Cộng hòa Nhân dân Trung Hoa. Huyện Thanh Cương có diện tích 2686 km², dân số 420.000 người. Mã số bưu chính của huyện Thanh Cương là 151600. Chính quyền nhân dân huyện Thanh Cương đóng tại trấn Thanh Cương. Huyện này được chia thành 6 trấn, 13 hương. 
- Trấn: Thanh Cương, Trung Hòa, Lư Hà, Hưng Hoa, Vĩnh Phong, Trinh Tường.
- Hương: Xương Xuân, Liên Phong, Bắc Hưng, Tân Thôn, Kiến Thiết, Hỗ Trợ.